# Спогади тієї, що вижила
«Спогади тієї, що вижила» (англ. Memoirs of a Survivor) — антиутопічний роман британської письменниці Доріс Лессінг в жанрі феміністичної наукової фантастики, переможець Нобелівської премії. Вперше вийшов 1974 року у видавництві Octagon Press. Екранізований у 1981 році, у головних ролях — Джулі Крісті та Найджел Гоуторн, режисер — Девід Гледвелл.

## Сюжет
Події роману розгортаються в найближчому майбутньому на території Великої Британії, де суспільство розпалося через невстановлену катастрофу, яку називають «Криза». Нове суспільство, яке виникає після краху старого, зберігає багато рис зі старого світу, але принципово відрізняється. Ті сили, які виконують функції уряду в посткризовій країні, не в змозі закріпити свої повноваження та здійснюють незначний контроль над населенням. Можна почути випуски новин, а правопорядок підтримують вартові та жменька поліцейських. Освіта існує для залишків заможних верств, тоді як школи для бідних виступають як апарат армії та призначені для контролю над населенням. Обмежена комерційна життєдіяльність продовжується, але для отримання дефіцитних товарів потрібно брати участь у прибиранні.
До початку подій, описаних у романі, ситуація в суспільстві починає гіршати, руйнується фундамент старого суспільства. Авторка описує людей, які виїжджають за місто, а порожні полиці вказують на дефіцит їжі. Діє система нормування, проте банди мігрують через міський квартал, блокуючи жителів, яких вони атакують. Багато сусідів оповідачки хочуть виїхати з міста, оскільки ситуація гіршає.
Оповідачка — жінка середнього віку, яка живе тихим життям у квартирі, проте спокій несподівано закінчується «опікою» над дівчинкою-підлітком на ім'я Емілі Картрайт та її собакою Гюго. Оповідачка прагне догодити новим супутникам та наполегливо працює над тим, щоб Емілі мала високу думку про неї. Вона часто відзначає компетентність та акуратність Емілі та замислюється над метою перебування дівчини. Сама Емілі розумна й прониклива, але також доволі замкнута. Оповідачка та Емілі певною мірою насолоджуються компанією одна одної і, здається, утворюють між собою мовчазну згоду терпимості.
Цей ідилічний час (за словами оповідачки) закінчується, коли банда молоді оселяється на території громади. Емілі виходить назустріч їм, але повертається, коли вони її дражнять та погрожують Гюго. Пізніше того ж вечора вона знову зустрічається з бандою і цього разу залишається задоволеною собою. Повернувшись додому, вона зауважує оповідачці, що члени банди можуть принаймні задоволені собою. Це в поєднанні з абразивною кмітливістю Емілі створює конфлікт між нею та оповідачкою, хоча остання згодом відмовляється від зауважень до Емілі та залишається непохитною.
По мірі дорослішання Емілі проявляє дедалі більше ознак підліткового віку. Вона розробляє власний одяг, потім набирає вагу й старанно працює, щоб стати привабливішою. У міру розвитку історії група однодумців з громади починає формувати власну банду за зразком попередніх банд, які відвідували громаду. Емілі з радістю приєднується до них у своїх нічних пригодах. Незабаром стає очевидним, що банда збирається залишити громаду, й оповідачка вважає, що Емілі піде з ними. Однак Емілі конфліктує з ними через вимогу позбутися Гюго. Вона намагається познайомити собаку з бандою, але нічого з цього не виходить. Наступного дня троє членів банди вирушають до квартири, де живуть Емілі та оповідачка, з наміром з'їсти Гюго, але їх відганяє присутність Оповідачки. Емілі дізнається про цю подію й вирішує, що не може залишити напризволяще свого давнього супутника. Невдовзі банда розколюється на дві групи, й Емілі залишається з тією групою, яка вирішує не залишати громаду.
Емілі дорослішає. Поза увагою оповідачки суспільство починає повертатися до доіндустріального стану, а сільське господарство стає дедалі поширенішим у місті. За декілька кварталів від Емілі молодий чоловік на ім’я Джеральд організовує розкуркулених дітей у нову групу й починає створювати нову банду. Емілі зближується з Джеральдом. Вплив Емілі в громаді продовжує зростати, і незабаром її розглядають як одну з лідерів молоді. Одного разу оповідачка повертається додому й помічає відсутність деяких речей у квартирі. Емілі дізнається про цю крадіжку й наказує злодіям (дітям, якими вона керує) повернути вкрадене, демонструючи владу над дітьми та свою здатність захищати оповідачку, яка до цього моменту захищала її. Потім вона веде оповідачку нагору, де на верхніх поверхах багатоквартирного будинку  утворився процвітаючий ринок.
Натхненний своїми успіхами, Джеральд продовжує зміцнювати контроль над групою своїх послідовників. Емілі часто допомагає йому, хоча в них починають виникати суперечки, коли Джеральд шукає інших партнерів. Зрештою, Джеральд (який, на думку оповідачки, має занадто добре серце), усиновлює диких дітей, які заселили каналізацію, та приймає їх до банди. Однак діти брудні та злі, а їх поведінка призводить до краху колись добре керованої банди Джеральда. Люди громади збираються, щоб обговорити, що робити з дітьми, коли приїжджає поліція та розганяє мітинг. Побоюючись, що очі влади (описані як «вони») звернулися на громаду, багато сусідів оповідачки тікають до інших місць.
Минають місяці, суспільство продовжує руйнуватися. Діти диких нібито перебувають під контролем Джеральда, але часто бешкетують серед тих сусідів, які залишилися. Води бракує, каравани та торговці часто зазнають нападу, навіть уряд починає відмовлятися від частин міста. Емілі та оповідачка проводять більшу частину свого часу в квартирі, спілкуються з дітьми через стосунки Емілі з Джеральдом, але обоє бояться нападу в майбутньому, оскільки діти активно грабують та вбивають інших людей вночі. До цього моменту більшість мешканців мікрорайону вирушили до земель на північ та захід від міста, про які, начебто, немає жодних відомостей. Врешті-решт, діти нападають і на Джеральда, в той час як він відмовляється вірити в те, що такі маленькі діти можуть зрадити його. Емілі здатна врятувати Джеральда й поспішає в його квартиру. Зіткнувшись із похмурим існуванням, невелика група Емілі, Джеральда, Гюго та Оповідачки засинає, очікуючи нападу від дітей. Оповідачка прокидається, виявивши, що перед нею відкрилася стіна і з іншого боку лежить новий світ. Емілі веде групу крізь неї, після чого вони вступають у новий, кращий світ, коли стіни розчиняються.
Періодично оповідачка згадує попередні події, розмірковуючи про певну стіну у своїй квартирі, яка обійшла простір та час. Багато з цих видінь стосуються сумного дитинства Емілі під опікою суворої матері та батька, який перебував далеко від доньки. Наприкінці роману дивна нова сім’я головної героїні пробивається через мірні бар'єри, через стіну, й прямує у набагато кращий світ.

## Концепція та створення
Доріс Лессінг стверджує, що цей роман виріс із «дуже прихильного» плану написати автобіографію у мріях.
За словами Дженні Діскі, Емілі частково спирається на образ Діскі, що кілька років жила з Лессінг у підлітковому віці.

## Відгуки
«Доріс Лессінг не боїться зруйнувати бар'єр, який відокремлює основний потік від фантастичного, щоб відпустити людський світ», — пише Марлін С. Барр у своєму нарисі «Супутник науковій фантастиці». Вона стверджує, що феміністичні науково-фантастичні романи, такі як «Спогади тієї, що вижила», дають альтернативну точку зору, яка «розчинить стіни, які ув'язнюють жінок у сексистській реальності». Однак викривлення простору та часу, представлені в цьому романі, змусили вчену Бетсі Дрейн назвати це «провалом», зазначивши, що зрушення між реалістичними та містичними кадрами неможливо прослідкувати. У нью-йоркському «Огляді книг» відзначається кінцівка, в якій Емілі веде інших героїв через стіни в іншу реальність, «нагадує про те, що Техніколор зникає на заході сонця».

## Мотиви
На сторінках «Нью-Йорк Таймс» зазначається: «Повідомлення Лессінг, впізнаване з її попередньої роботи, близьке до «Ми повинні любити одне одного або померти» В. Х. Одена». Нехважаючи на те, що ми неминуче зазнаємо поразки та зневіри, нам все одно потрібно дбати про інших людей.
Свідомість стає фізичною межею, зображеною стіною будинку оповідачки: «Кімнати та сад поза ними — це ділянки несвідомого, які вона досліджує». Містичний вимір надається мовчазним схваленням авторки, коли вона дозволяє головним героям уникнути дистопічної реальності, проходячи крізь стіну.
Інша тема — це розпад як механізованої західної культури, так і дорослої електронної особистості.

## Див. акож
- Феміністична наукова фантастика
- Список феміністичної літератури